# كريستيان إنريكيز
كريستيان إنريكيز (بالإنجليزية: Christian Enriquez) هو لاعب كرة قدم أمريكي في مركز الوسط، ولد في 25 أكتوبر 1998 في سان دييغو في الولايات المتحدة. لعب مع بروتلاند تيمبرز 2.